# دوسکو میلینکوویچ
دوسکو میلینکوویچ (سیریلیک صربی: Душан Душко Милинковић؛ زادهٔ ۲ دسامبر ۱۹۶۰) بازیکن سابق فوتبال اهل صربستان است. او در بازی‌های المپیک تابستانی ۱۹۸۸ در تیم ملی فوتبال یوگسلاوی بازی کرد.